# Seconde (temps)
Pour les articles homonymes, voir seconde.
La seconde est une unité de mesure du temps, de symbole « s » (sans point abréviatif). C'est la soixantième partie de la minute, la minute étant elle-même la soixantième partie de l'heure.
La définition de la seconde dérive originellement de celle de l'heure, comme l'indique l'étymologie du mot (c'est la francisation du latin médiéval minutum secunda, « minute de second rang » c'est-à-dire « seconde division de l'heure »). Aujourd'hui c'est l'inverse, la seconde est une unité de base du Système international (SI) (ainsi, précédemment, que du système CGS) et ce sont la minute et l'heure qui en découlent.
Quantitativement, la seconde du SI est définie par la durée d'un nombre entier d'oscillations (9 192 631 770 exactement) liées à la fréquence de transition hyperfine de l'atome de césium 133. La mesure et le comptage de ces oscillations sont effectués par les horloges atomiques.

## Choix de la base 60
À partir du début du IIe millénaire av. J.-C., les Mésopotamiens ont compté en base 60 en utilisant une numération de position dérivée du système de numération de type additif et de base mixte des Sumériens. Ce système est généralement associé à la civilisation babylonienne, qui occupe le sud mésopotamien après -1800 et jusqu'au début de notre ère. Cette base a traversé les siècles : on la retrouve aujourd'hui dans la notation des angles en degrés (360° = 6 × 60°) ou dans le découpage du temps (1 heure = 60 minutes = 602 secondes).

## Étalon de mesure du temps
La définition de la seconde, l'unité de temps dans le Système international, a été établie selon les connaissances et les possibilités techniques de chaque époque depuis la première Conférence générale des poids et mesures en 1889.
- Elle a d’abord été définie comme la fraction 1⁄86400 du jour solaire terrestre moyen[a]. L’échelle de temps associée est le temps universel TU.
- En 1956, pour tenir compte des imperfections de la rotation de la Terre qui ralentit notamment à cause des marées, elle a été basée sur la révolution de la Terre autour du Soleil et définie comme la fraction 1⁄31 556 925,9747 de l’année tropique 1900[1]. C’est la seconde du temps des éphémérides TE.
- Depuis la 13e Conférence générale des poids et mesures, la seconde n’est plus définie par rapport à l’année, mais par rapport à une propriété de la matière ; cette unité de base du Système international a été définie en 1967 dans les termes suivants :

« la seconde est la durée de 9 192 631 770 périodes de la radiation correspondant à la transition entre les deux niveaux hyperfins de l'état fondamental de l'atome de césium 133 non perturbé. »

Cette définition a été amendée en 2019, dans le cadre de la redéfinition du système international d'unités :
« 
La seconde, symbole s, est l'unité du temps du SI. Elle est définie en prenant la valeur numérique fixée de la fréquence du césium, {\displaystyle \Delta \nu _{\mathrm {Cs} }}, la fréquence de la transition hyperfine de l'état fondamental de l'atome de césium 133 non perturbé, égale à 9 192 631 770 lorsqu'elle est exprimée en Hz, unité égale à s-1,.
Cette définition implique la relation exacte {\displaystyle \Delta \nu _{\mathrm {Cs} }} = 9 192 631 770 Hz. En inversant cette relation, la seconde est exprimée en fonction de la constante {\displaystyle \Delta \nu _{\mathrm {Cs} }} :
{\displaystyle 1\;\mathrm {Hz} ={\frac {\Delta \nu _{\mathrm {Cs} }}{9\,192\,631\,770}}\quad } ou {\displaystyle \quad 1\;\mathrm {s} ={\frac {9\,192\,631\,770}{\Delta \nu _{\mathrm {Cs} }}}\;.}
Il résulte de cette définition que la seconde est égale à la durée de 9 192 631 770 périodes de la radiation correspondant à la transition entre les deux niveaux hyperfins de l’état fondamental de l’atome de césium 133 non perturbé.
 »
La seconde, étalon de mesure du temps, est ainsi un multiple de la période de l’onde émise par un atome de césium 133 lorsqu’un de ses électrons change de niveau d'énergie. On est ainsi passé de définitions, en quelque sorte descendantes, dans lesquelles la seconde résultait de la division d’un intervalle de durée connue en plus petits intervalles, à une définition ascendante où la seconde est multiple d'un intervalle plus petit.
Lors de sa session de 1997, le Comité international a confirmé que la définition de la seconde se réfère à un atome de césium à une température de 0 K, c'est-à-dire au zéro absolu. Cette dernière précision souligne le fait qu’à 300 K, la transition en question subit, par rapport à sa valeur théorique, un déplacement en fréquence dû aux effets de rayonnement du corps noir. Cette correction a été apportée aux étalons primaires de fréquence et donc au Temps atomique international (TAI) à partir de 1997, quand elle a cessé d’être négligeable par rapport aux autres sources d’incertitude.
On dispose aujourd’hui d’une exactitude allant jusqu’à la 14e décimale (10−14). L’exactitude et la stabilité de l’échelle dite du TAI obtenue principalement à partir d’horloges atomiques à jet de césium sont environ 100 000 fois supérieures à celles du temps des éphémérides. C’est d’ailleurs l’unité du SI la plus précisément connue.

## Unités dérivées

### Unités et symboles normalisés dans le SI
Les préfixes du Système international d'unités permettent de créer des multiples et sous-multiples décimaux de la seconde. Si les sous-multiples décimaux (milliseconde, microseconde, nanoseconde, etc.) sont d’un emploi assez fréquent, les multiples (kiloseconde (ks) pour 1 000 secondes, mégaseconde, etc.) sont très peu usités, les multiples de 60 (minute, heure) puis 24 (jour) leur étant préférés.
Les multiples de la seconde en usage avec le Système international sont :
- la minute, de symbole min, dont la durée est de 60 secondes ;
- l’heure, de symbole h, dont la durée est de 60 minutes, soit 3 600 secondes ;
- le jour, de symbole d (du latin dies)[4], dont la durée est de 24 heures, soit 86 400 secondes (cette durée, différente du jour calendaire correspond approximativement à celle d’un jour solaire).

### Unités et notations usuelles dérivées du SI
Il existe d’autres unités usuelles non décrites dans le SI, mais dérivées de celui-ci :
- la tierce, de symbole t, ancienne unité dont la durée est de 1⁄60 de seconde ;
- l’année julienne, de symbole a (d'après le latin annus ; souvent yr dans la littérature anglo-saxonne), d’une durée de 365,25 jours soit 31 557 600 secondes ;
- l’année sidérale, précisée par son époque (servant à définir une autre unité de longueur dérivée du SI mais ne faisant pas partie formellement de celui-ci, l’année-lumière), définie par une durée précise exprimée en secondes (précisément 31 471 949,27 secondes pour l’époque J2000.0 utilisée pour définir l’année-lumière) ;
- le mètre, qui est une unité de longueur, et non de temps, mais qui a été défini à la distance parcourue par la lumière, dans le vide, en exactement 1⁄299792458 de seconde (cette définition permet d’exprimer de façon équivalente les périodes d’ondes électromagnétiques sous forme de longueur d'onde ; toutefois le mètre reste encore considéré comme une unité SI de base, non dérivée ; c’est aujourd'hui le temps (et non directement la distance) qu’on sait aujourd'hui mesurer le plus précisément (toute mesure d’une distance oblige à changer de référentiel pour l’instrument de mesure, ne serait-ce que pour le construire, et à synchroniser au moins deux mesures, ce qui nécessite aussi un temps nécessairement non nul).

### Notations erronées
L'emploi d'une ou de deux primes (caractères « ′ » et « ″ ») comme symboles respectifs de la minute et de la seconde temporelles est incorrect, ces signes désignant la minute et la seconde d'arc, subdivisions du degré d'arc.
De même il n’est pas correct d’utiliser des abréviations pour les symboles et noms d’unités, comme « sec » (pour « s » ou « seconde »).

### Multiples et sous-multiples
Les préfixes du Système international d'unités permettent de créer des multiples et sous-multiples décimaux de la seconde. Comme indiqué plus haut, les sous-multiples sont employés fréquemment contrairement aux multiples.
Voici la table des multiples et sous-multiples de la seconde :
| 10 N  | Nom           | Symbole | Quantité         |
| ----- | ------------- | ------- | ---------------- |
| 1030  | quettaseconde | Qs      | Quintillion      |
| 1027  | ronnaseconde  | Rs      | Quadrilliard     |
| 1024  | yottaseconde  | Ys      | Quadrillion      |
| 1021  | zettaseconde  | Zs      | Trilliard        |
| 1018  | exaseconde    | Es      | Trillion         |
| 1015  | pétaseconde   | Ps      | Billiard         |
| 1012  | téraseconde   | Ts      | Billion          |
| 109   | gigaseconde   | Gs      | Milliard         |
| 106   | mégaseconde   | Ms      | Million          |
| 103   | kiloseconde   | ks      | Mille            |
| 102   | hectoseconde  | hs      | Cent             |
| 101   | décaseconde   | das     | Dix              |
| 1     | seconde       | s       | Un               |
| 10−1  | déciseconde   | ds      | Dixième          |
| 10−2  | centiseconde  | cs      | Centième         |
| 10−3  | milliseconde  | ms      | Millième         |
| 10−6  | microseconde  | μs      | Millionième      |
| 10−9  | nanoseconde   | ns      | Milliardième     |
| 10−12 | picoseconde   | ps      | Billionième      |
| 10−15 | femtoseconde  | fs      | Billiardième     |
| 10−18 | attoseconde   | as      | Trillionième     |
| 10−21 | zeptoseconde  | zs      | Trilliardième    |
| 10−24 | yoctoseconde  | ys      | Quadrillionième  |
| 10−27 | rontoseconde  | rs      | Quadrilliardième |
| 10−30 | quectoseconde | qs      | Quintillionième  |

## Ordres de grandeur
On peut noter que l'âge de l'univers, exprimé en secondes, est voisin de 4,3 × 1017 s, ce qui donne peu de sens aux durées bien plus grandes exprimées en zettasecondes ou yottasecondes.
De même un milliard de secondes correspondent environ à 31 ans 8 mois et 8 jours, plus parlant à l'échelle humaine.
À l'opposé, dans le domaine des durées extrêmement courtes, l’Institut Max-Planck d'optique quantique a mesuré en 2004 la durée du trajet d’électrons excités par les impulsions de 250 attosecondes d’un laser à ultraviolets ; position mesurée toutes les 100 attosecondes, correspondant à 1 × 10−16 s - à titre de comparaison, une attoseconde est à une seconde ce qu'une seconde est à 13,54 milliards d'années (l'âge de l'Univers). Pour avoir une meilleure idée de la prouesse, dans le modèle d’atome d’hydrogène de Niels Bohr, l’orbite d’un électron autour du noyau dure 150 attosecondes (mais les modèles atomiques actuels considèrent que l’électron ne tourne pas).
L'Institut Max Born d’optique non linéaire et de spectroscopie (MBI) de Berlin est parvenu à établir en 2010 le record de la plus faible durée d'impulsion contrôlable, atteignant la durée de 12 attosecondes.
Les unités de temps plus petites, zeptoseconde et yoctoseconde, ont peut-être encore un sens à des échelles subatomiques, mais ne sont pas mesurables avec les instruments actuels.

## Autres unités de temps usuelles non linéaires
D'autres unités usuelles ne correspondent pas à un nombre précis de secondes, et ne sont donc pas des unités de temps dans le SI, ni même dérivées directement de celui-ci puisque ce ne sont que des approximations dans leur propre système non linéaire, d’une durée réelle en secondes SI :
- le jour solaire, tel qu'observé encore aujourd’hui sur la Terre par les géophysiciens et astronomes (et autrefois utilisé aussi intuitivement comme unité calendaire) mais dont la durée réelle varie en permanence de façon irrégulière, ainsi que ses unités dérivées (semaine solaire, mois solaire, année solaire), mais dont les noms sont encore plus ambigus selon l’astre de référence et le repère tridimensionnel qui sert à les compter (en nombre de révolutions terrestre entre les équinoxes, ou bien selon l’année tropique observée) ;
- l’ensemble des unités calendaires (en nombre de rotations de la Terre pour l’alternance nuit/jour), toutes géocentrées, connue du grand public et largement utilisées (jour, semaine, mois, année, décennie, siècle, millénaire, etc.), qui ne correspondent pas non plus exactement avec les unités dérivées du SI ni même exactement aux unités solaires précédentes ;
- de même, le jour calendaire est très usuellement subdivisé de façon traditionnelle en exactement 24 « heures » de 60 « minutes », chacune de 60 « secondes », quelle que soit la date, ce qui simplifie l’usage courant ; cependant ces unités (elles aussi calendaires) sont alors différentes de l’heure, la minute et la seconde décrite dans le SI, et même de l’heure, la minute et la seconde solaire des géophysiciens et astronomes.

Toutefois, dans de nombreux pays, l’heure légale dans une journée calendaire est maintenant déterminée par une durée exprimée en heures, minutes et secondes du SI : le réajustement des jours calendaires avec les jours solaires se fait aujourd'hui de temps en temps au moyen des secondes intercalaires, insérées ou supprimées à certaines dates en fin de journée (de sorte que les jours calendaires légaux font le plus souvent 24 h dans le SI, mais certains jours sont raccourcis ou augmentés d’une ou deux secondes du SI). Cela a permis d’éliminer dans de nombreux domaines l’emploi des traditionnelles secondes, minutes et heures solaires, et même celui des secondes, minutes et heures calendaires, au prix d’une complexification de la durée légale d’une journée calendaire.

## Perspectives

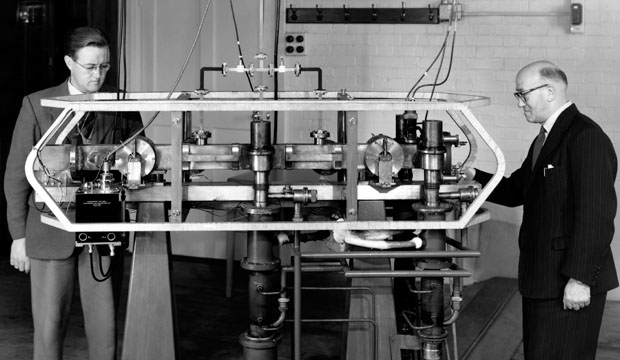
Horloge atomique de Louis Essen et J. V. L. Parry.

### Étalon de fréquence et de mesure du temps
Les développements récents d'horloge atomique, basés sur des transitions électroniques à des fréquences optiques, ont permis de construire des horloges plus stables que les meilleures horloges à jet de césium. Lors de la 24e Conférence générale des poids et mesures, ces atomes et leurs fréquences ont été ajoutés aux représentations secondaires de la seconde.
D'après les publications sur les performances de ces étalons de fréquence (dont Nature de juillet 2013), ces horloges pourraient dans le futur conduire à une nouvelle définition de la seconde.